# FIVB World Tour 1999 der Frauen
Die FIVB World Tour 1999 der Frauen bestand aus sechs Open. Gastgeber der Beachvolleyball-Turnierserie waren Mexiko, Kanada, Portugal, Japan, China und Brasilien. Hinzu kam die Weltmeisterschaft in Marseille in Frankreich. Tour Champion wurden die Siegerinnen der beiden Vorjahre Shelda Bede und Adriana Behar, die ebenfalls die WM gewannen.

## Turniere

### Acapulco Open (7. bis 11. April)
| Platz | Team                                  |
| ----- | ------------------------------------- |
| 1     | Shelda Bede / Adriana Behar           |
| 2     | Pauline Manser / Kerri Pottharst      |
| 3     | Angela Clarke / Nat Cook              |
| 4     | Sandra Pires / Adriana Samuel         |
| 5     | Lisa Arce / Barbra Fontana            |
| 5     | Liz Masakayan / Elaine Youngs         |
| 7     | Rebekka Kadijk / Debora Schoon-Kadijk |
| 7     | Annett Davis / Jenny Johnson Jordan   |

Die Vorjahressiegerinnen der internationalen Beachserie sicherten sich auch das erste Event 1999. Sie bezwangen im Finale die Australierinnen Pauline Manser / Kerri Pottharst. Im Spiel um Bronze behielten deren Landsfrauen Angela Clark und Nat Cook die Oberhand über Sandra Pires / Adriana Samuel.

Bestes deutsches Team waren Maike Friedrichsen und Danja Müsch als Neunte. Schweizerinnen scheiterten in der Qualifikation, Österreicherinnen waren nicht am Start.

### Toronto Open (16. bis 20. Juni)
| Platz | Team                                  |
| ----- | ------------------------------------- |
| 1     | Holly McPeak / Nancy Reno             |
| 2     | Shelda Bede / Adriana Behar           |
| 3     | Annett Davis / Jenny Johnson Jordan   |
| 4     | Sandra Pires / Adriana Samuel         |
| 5     | Lisa Arce / Barbra Fontana            |
| 5     | Maike Friedrichsen / Danja Müsch      |
| 7     | Rebekka Kadijk / Debora Schoon-Kadijk |
| 7     | Angela Clarke / Nat Cook              |

Auch beim Turnier in Kanada standen Bede und Behar im Endspiel, mussten sich dort jedoch gegen die US-Amerikanerinnen McPeak und Reno geschlagen geben. Deren Landsfrauen Davis und Johnson Jordan besiegten Pires und Samuel im Duell um den dritten Platz.
Maike Friedrichsen und Danja Müsch wurden Fünfte und waren so wieder bestes deutsches Beachpaar. Beide Schweizer Duos überstanden die Vorausscheidung nicht, Österreicherinnen waren wie schon in Mexiko nicht am Start.

### Weltmeisterschaft in Marseille (10. bis 13. September)
siehe auch Hauptartikel Beachvolleyball-Weltmeisterschaft 1999
| Platz | Team                                |
| ----- | ----------------------------------- |
| 1     | Shelda Bede / Adriana Behar         |
| 2     | Annett Davis / Jenny Johnson Jordan |
| 3     | Liz Masakayan / Elaine Youngs       |
| 4     | Sandra Pires / Adriana Samuel       |
| 5     | Yukiko Takahashi / Teru Saiki       |
| 5     | Ulrike Schmidt / Gudula Staub       |
| 7     | Pauline Manser / Kerri Pottharst    |
| 7     | Maike Friedrichsen / Danja Müsch    |

| Platz | Team                                   |
| ----- | -------------------------------------- |
| 9     | Rebekka Kadijk / Debora Schoon-Kadijk  |
| 9     | Angela Clarke / Nat Cook               |
| 9     | Adriana Bento / Monica Paludo          |
| 9     | Audrey Cooper / Amanda Glover          |
| 13    | Linda Hanley / Nancy Reno              |
| 13    | Annette Huygens Tholen / Sarah Straton |
| 13    | Daniela Gattelli / Lucilla Perrotta    |
| 13    | Vaso Karadassiou / Efi Sfyri           |

Shelda Bede und Adriana Behar gewannen zuerst gegen die bulgarischen Schwestern Petja und Zwetelina Jantschulowa, die in der Qualifikation die Deutschen Ines Pianka und Stephanie Pohl eliminiert hatten. Die Südamerikanerinnen verloren ihr zweites Spiel und kämpften sich anschließend ungeschlagen durch die Verliererrunde. Im Halbfinale kamen sie kampflos weiter, da sich Sandra Pires und Adriana Samuel krankgemeldet hatten. Die beiden konnten auch das kleine Finale nicht bestreiten.
Annett Davis und Jenny Johnson Jordan hatten wenige Wochen zuvor als erstes afro-amerikanisches Duo in Michigan ein Event der amerikanischen Beachserie gewonnen. Die Tochter eines ehemaligen NBA Profis und die Tochter eines Zehnkampf Olympiasiegers besiegten in Marseille zunächst die Chinesinnen Xiong Zi und Chi Rong, danach die Französinnen Anabelle Prawerman und Cécile Rigaux, ehe sie in ihrem dritten Match ihre erste Niederlage erlitten. Nachdem sie Audrey Cooper / Amanda Glover und Pauline Manser / Kerri Pottharst bezwungen hatten, waren auch die Japanerinnen Yukiko Takahashi / Teru Saiki keine ernsthafte Bedrohung für sie. In der Vorschlussrunde trafen die US-Amerikanerinnen auf ihre ehemalige Trainerin Liz Masakayan, die ihnen an der UCLA verschiedene Tricks beigebracht hatte. Die nutzten ihre Schülerinnen gegen sie und Elaine Youngs, um ihre Kontrahentinnen aus dem Titelrennen zu werfen. Die Verliererinnen konnten sich immerhin mit Bronze trösten. Die Siegerinnen verloren anschließend das Endspiel gegen Shelda Bede und Adriana Behar mit 11:15.
Ulrike Schmidt und Gudula Staub entschieden ihr erstes Spiel gegen Holly McPeak und Gabby Reece deutlich mit 15:8 für sich, bezwangen in ihren nächsten beiden Begegnungen die Weltmeisterinnen und die Vizeweltmeisterinnen, ehe sie den Bronzemedaillengewinnerinnen und im zweiten Aufeinandertreffen auch den Titelträgerinnen unterlagen. Mit dem geteilten fünften Platz im Endklassement und den Siegen über die Finalistinnen stiegen sie nicht nur in die absolute Weltklasse auf. Sie sorgten auch dafür, dass die vorher unumstrittene Reihenfolge der deutschen Beachpaare nicht in Stein gemeißelt war, denn ihre Gegnerinnen aus dem eigenen Land belegten nach einer deutlichen 2:15-Niederlage gegen Bede / Behar nur den geteilten siebten Rang.

Das österreichische und die vier Schweizer Teams schieden in der Quali aus.

### Espinho Open (28. Juli bis 1. August)
| Platz | Team                                |
| ----- | ----------------------------------- |
| 1     | Annett Davis / Jenny Johnson Jordan |
| 2     | Nat Cook / Kerri Pottharst          |
| 3     | Liz Masakayan / Elaine Youngs       |
| 4     | Lisa Arce / Barbra Fontana          |
| 5     | Sandra Pires / Adriana Samuel       |
| 5     | Linda Hanley / Nancy Reno           |
| 7     | Ana Paula Connelly / Jackie Silva   |
| 7     | Yukiko Ishizaka / Chie Seike        |

In Abwesenheit der Weltmeisterinnen sicherten sich die Zweiten der Titelkämpfe ihren ersten FIVB Titel. Im Endspiel bezwangen sie die Australierinnen Cook / Pottharst. Dritte wie bei der WM wurden Masakayan / Youngs vor Arce / Fontana.

Die Deutschen konnten ihre guten Platzierungen von den Welttitelkämpfen nicht bestätigen. Sowohl Friedrichsen / Müsch als auch Schmidt / Staub belegten den geteilten siebzehnten Rang. Annalea Hartmann / Nicole Schnyder-Benoit beendeten die Veranstaltung auf dem 25. Platz. Weitere Paare aus den beiden Alpenrepubliken schafften es nicht ins Hauptfeld.

### Osaka Open (4. bis 8. August)
| Platz | Team                                |
| ----- | ----------------------------------- |
| 1     | Shelda Bede / Adriana Behar         |
| 2     | Nat Cook / Kerri Pottharst          |
| 3     | Ana Paula Connelly / Jackie Silva   |
| 4     | Sandra Pires / Adriana Samuel       |
| 5     | Lisa Arce / Barbra Fontana          |
| 5     | Liz Masakayan / Elaine Youngs       |
| 7     | Annett Davis / Jenny Johnson Jordan |
| 7     | Linda Hanley / Nancy Reno           |

Die Australierinnen Cook / Pottharst standen zum zweiten Mal in Folge im Endspiel. Diesmal mussten sie sich gegen die Weltmeisterinnen geschlagen geben. Ana Paula und Jackie Silva erkämpften ihre erste und einzige gemeinsam Medaille bei der Weltserie. Pires / Samuel als Vierte blieben medaillenlos. 

Die Neunten Maike Friedrichsen und Danja Müsch waren wieder einmal Deutschlands Beste. Eidgenossinnen und Österreicherinnen fehlten sowohl in Asien als auch beim letzten Wettbewerb des Jahres in Brasilien.

### Dalian Open (11. bis 15. August)
| Platz | Team                                |
| ----- | ----------------------------------- |
| 1     | Shelda Bede / Adriana Behar         |
| 2     | Annett Davis / Jenny Johnson Jordan |
| 3     | Lisa Arce / Barbra Fontana          |
| 4     | Liz Masakayan / Elaine Youngs       |
| 5     | Nat Cook / Kerri Pottharst          |
| 5     | Sandra Pires / Adriana Samuel       |
| 7     | Chi Rong / Xiong Zi                 |
| 7     | Laura Bruschini / Annamaria Solazzi |

Die Finalteilnehmerinnen waren dieselben wie in Marseille und auch in China siegten die Brasilianerinnen. Masakayan / Youngs konnten dagegen ihre Platzierung der WM nicht wiederholen. Im Spiel um Bronze siegten Arce / Fonatana.
Friedrichsen / Müsch wurden nur Dreizehnte, blieben aber bestes deutsches Duo.

### Salvador Open (2. bis 7. November)
| Platz | Team                              |
| ----- | --------------------------------- |
| 1     | Shelda Bede / Adriana Behar       |
| 2     | Liz Masakayan / Elaine Youngs     |
| 3     | Sandra Pires / Adriana Samuel     |
| 4     | Lisa Arce / Barbra Fontana        |
| 5     | Linda Hanley / Nancy Reno         |
| 5     | Eva Celbová / Soňa Nováková       |
| 7     | Ana Paula Connelly / Jackie Silva |
| 7     | Ulrike Schmidt / Gudula Staub     |

Im Heimevent bestätigten Shelda Bede und Adriana Behar ihre absolute Vormachtstellung in der Welt. Liz Masakayan und Elaine Youngs gelang ihre erste gemeinsame Endspielteilnahme. Sandra Pires und Adriana Samuel vervollständigten das Podest. Lisa Arce und Barbra Fontana gehörten ein weiteres Mal zu den besten vier Beachpaaren. 

Bestes deutsches Duo wurden diesmal Ulrike Schmidt und Gudula Staub auf dem siebten Rang. Dahinter platzierten sich Friedrichsen / Müsch als Dreizehnte und Pianka / Pohl als Siebzehnte.

## Auszeichnungen
| FIVB Tour Champion | Shelda Bede / Adriana Behar |